# Saison 2013-2014 de l'OGC Nice
Maillots
Chronologie
Saison précédente Saison suivante
La saison 2013-2014 de l'OGC Nice voit le club s'engager dans quatre compétitions que sont la Ligue 1, la Coupe de France, la Coupe de la Ligue, et la Ligue Europa.
En effet, pour la première fois depuis trente-sept ans, le Gym s'est qualifié pour une coupe d'Europe par le biais du championnat, en terminant quatrième la saison précédente.
La saison 2013-2014 est historique car les Aiglons changent de stade pour la première fois depuis 1927 pour s'installer à la mi-septembre 2013 dans un grand stade flambant neuf de 35 000 places, l'Allianz Riviera. Les deux premiers matchs à domicile de la saison et le match retour des barrages de la Ligue Europa ont été les derniers matchs disputés par l'OGCN au stade du Ray.
Après un bon début de championnat, l'OGCN connaît une carence offensive et enregistre une série de sept défaites consécutives. L'équipe s'enfonce peu à peu dans les profondeurs du classement et termine 17e et premier non relégable.
Éliminé d'emblée en Ligue Europa, l'OGCN réalise un parcours honorable en Coupe de France et en Coupe de la Ligue où il atteint respectivement les 8èmes et quarts de finale.
La saison est marquée par trois victoires contre l'Olympique de Marseille, dont une sur le score de 4-5 au Stade Vélodrome et par les performances du portier du Gym, David Ospina, désigné Aiglon de la Saison 2013/2014.

## Avant-saison

### Transferts
Le club aborde la saison 2013-2014 avec un effectif relativement stable. L'équipe qui a terminé 4e du Championnat 2012-2013 est globalement reconduite sous la houlette de Claude Puel.
L'OGC Nice enregistre l'arrivée des milieux de terrain Nampalys Mendy, jeune espoir désireux de rejoindre le club et Christian Brüls, prêté par La Gantoise. Après la fin du mercato, le 9 septembre, c'est Mathieu Bodmer qui signe en provenance du Paris Saint-Germain.
Le défenseur Renato Civelli, en fin de contrat, quitte le club pour s'engager avec Bursaspor. Kévin Diaz et Camel Meriem quittent le club, respectivement pour rejoindre Tours et l'Apollon Limassol. Darío Cvitanich reste au club après des discussions au cours de l'été.
| Nom                      | Nationalité   | Poste     | Transfert                     | Provenance/Destination     | Division     |
| ------------------------ | ------------- | --------- | ----------------------------- | -------------------------- | ------------ |
| Arrivées                 |               |           |                               |                            |              |
| Abraham Guié Guié        | Côte d'Ivoire | Attaquant | Retour de prêt                | FC Lausanne-Sport          | Super League |
| Lucas Veronese           | France        | Gardien   | Retour de prêt                | FC Istres                  | Ligue 2      |
| Jordan Astier            | France        | Attaquant | Premier contrat professionnel | OGC Nice B                 | CFA          |
| Stéphan Raheriharimanana | Madagascar    | Milieu    | Premier contrat professionnel | OGC Nice B                 | CFA          |
| Nampalys Mendy           | France        | Milieu    | Transfert libre               | AS Monaco                  | Ligue 1      |
| Christian Brüls          | Belgique      | Milieu    | Prêt (option d'achat)         | KAA La Gantoise            | Division 1   |
| Mathieu Bodmer           | France        | Défenseur | Transfert libre               | Paris Saint-Germain        | Ligue 1      |
| Départs                  |               |           |                               |                            |              |
| Julien Berthomier        | France        | Défenseur | Fin de contrat                | Royal Boussu Dour Borinage | Division 2   |
| Renato Civelli           | Argentine     | Défenseur | Fin de contrat                | Bursaspor                  | Süper Lig    |
| Kévin Diaz               | France        | Milieu    | Fin de contrat                | Tours FC                   | Ligue 2      |
| Abraham Guié Guié        | Côte d'Ivoire | Attaquant | Prêt                          | Apollon Limassol           | Laiki League |
| Joris Delle              | France        | Gardien   | Prêt                          | Cercle Bruges              | Division 1   |
| Camel Meriem             | France        | Milieu    | Fin de contrat                | Apollon Limassol           | Laiki League |

| Nom              | Nationalité | Poste     | Transfert      | Provenance/Destination | Division     |
| ---------------- | ----------- | --------- | -------------- | ---------------------- | ------------ |
| Départs          |             |           |                |                        |              |
| Diacko Fofana    | France      | Défenseur | Fin de contrat |                        |              |
| Stéphane Bahoken | France      | Attaquant | Prêt           | St. Mirren             | Premiership  |
| Kévin Gomis      | Sénégal     | Défenseur | Prêt           | Nottingham Forest      | Championship |

### Préparation d'avant-saison
L'OGC Nice commence sa saison par une série de défaites enregistrées lors des matchs amicaux, respectivement contre le Raja Casablanca (1-0),le Benfica Lisbonne (2-1), le PAOK Salonique (6-0), la SS Lazio Rome (0-1) avant de finir par un nul contre l'Athletic Bilbao (0-0).

## Résumé de la saison

### Championnat

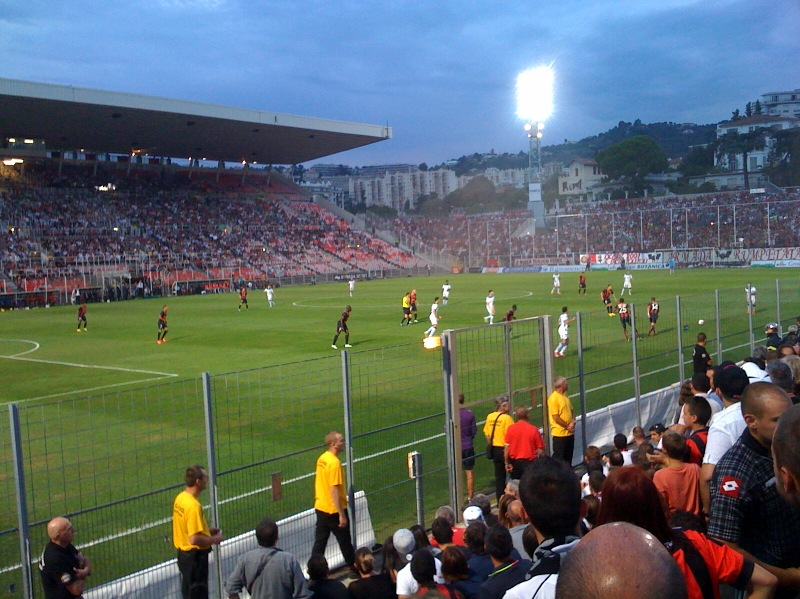
OGC Nice - Apollon Limassol (1-0) au Stade du Ray le 29 août 2013

#### Les dernières du Stade du Ray
Le championnat débute dans le prolongement des matchs amicaux avec un sévère 4-0 encaissé sur le terrain de l'Olympique lyonnais, au stade Gerland. Le club se reprend ensuite avec une victoire à domicile (match à huis clos) contre le Stade rennais (2-1, buts de Darío Cvitanich et Jérémy Pied) puis un match nul à Ajaccio (0-0).
Lors du dernier match au stade du Ray, le 1er septembre 2013, Nice concède le match nul face au Montpellier HSC, au terme d'un match conclu sur le score de 2-2, grâce à des buts de Timothée Kolodziejczak et Valentin Eysseric. À la fin de la rencontre, le cœur du terrain est découpé, et sera replanté au centre de la pelouse de l'Allianz Riviera.
Le 9 septembre 2013, on apprend la signature du défenseur parisien, Mathieu Bodmer. L'arrivée du grand défenseur parisien semble bénéfique à l'équipe qui enregistre à la suite sa première victoire de la saison à l'extérieur en s'imposant à Lille (0-2), avec un doublé de Darío Cvitanich.

#### L'installation à l'Allianz Riviera

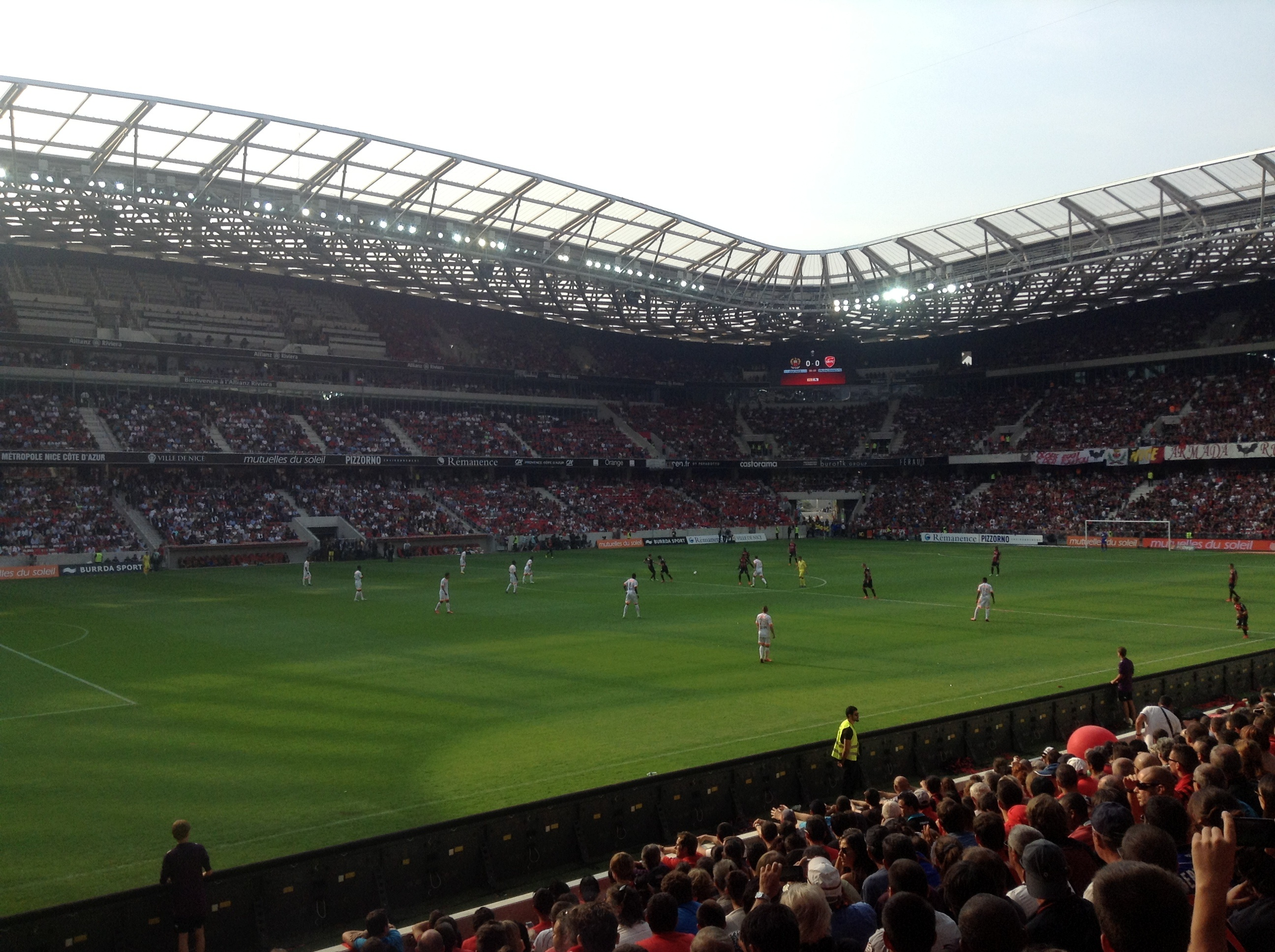
Le coup d'envoi du premier match de l'OGCN à l'Allianz Riviera

L'OGC Nice joue son premier match à l'Allianz Riviera contre Valenciennes le 22 septembre 2013, à l'occasion de la 6e journée de la saison 2013-2014 de Ligue 1. Le match se joue à guichets fermés et le vieux record d'affluence qui remontait à 1952 est largement battu. Darío Cvitanich est le premier buteur de l'histoire du nouveau stade en ouvrant la marque sur penalty avant qu'Éric Bauthéac n'aggrave la marque sur action de jeu puis Christian Brüls de la tête. Le niçois Alexy Bosetti clôt la fête sur le terrain en inscrivant le quatrième et dernier but.

#### Le parcours jusqu'à la trêve
Le début de saison est l'un des meilleurs enregistré par l'OGC Nice depuis de nombreuses années. Après avoir dominé Valenciennes, les Aiglons tombent à Nantes (2-0) mais se reprennent face à Guingamp (1-0, but de Cvitanich). Le parcours en dents de scie continue, avec une défaite à Toulouse sur le score de 1-0, puis une victoire de prestige dans le derby face à l'Olympique de Marseille, à l'Allianz Riviera, grâce à un nouveau but de Darío Cvitanich.
Mais par la suite, avec de nombreux cadres suspendus ou blessés, le club va sombrer dans une terrible série négative. Celle-ci commence avec une défaite lors du derby corse sur le terrain du SC Bastia (1-0). Une semaine plus tard, le Gym connaît sa première défaite à l'Allianz Riviera face à Bordeaux (2-1, but de Darío Cvitanich sur penalty pour Nice), dans un match marqué par la sortie sur blessure de David Ospina, remplacé par le jeune Anthony Mandrea, âgé de seulement 16 ans. Une semaine plus tard, Nice sombre au Parc des Princes, la faute à un triplé de Zlatan Ibrahimović contre un but de Nemanja Pejčinović.
Après la trêve internationale, la série noire continue, et la défaite à domicile face à l'AS Saint-Étienne montre bien les faiblesses défensives du Gym et de son gardien, Luca Veronese, remplaçant d'Ospina. Une semaine plus tard, les Aiglons sombrent à nouveau sur le terrain de Lorient, continuant d'enchaîner les défaites. Puis, quelques jours plus tard, l'OGC Nice est humilié par son grand rival, l'AS Monaco (0-3) à l'Allianz Riviera, au terme, une nouvelle fois, d'un non-match. La série noire continue à Reims, ou les Aiglons, qui pensaient obtenir le point du nul, encaissent un but à la 93e minute, encore fois sur une faute défensive. C'est finalement une série de sept défaites consécutives pour le Gym, la pire depuis près de 60 ans.
Heureusement, avec le retour des blessés, notamment Bauthéac, Bodmer et Ospina, l'équipe retrouve de la solidité et marque à nouveau des buts. Deux victoires à domicile contre le FC Sochaux-Montbéliard (1-0, but de Bauthéac, puis Évian TG (3-1, doublé de Bauthéac et but de Bosetti) permettent à l'OGCN de terminer la première partie de saison sur une note positive. À la trêve, le club est 14e avec 23 points et un bilan de 7 victoires, 2 nuls et 10 défaites.

#### Deuxième partie de saison
La seconde partie de saison voit les Aiglons, privés de tout renfort lors du mercato d'hiver, s'enfoncer peu à peu dans les profondeurs du classement. Handicapée par les indisponibilités pour blessures de joueurs clefs (Bauthéac, Bodmer, Ospina, Pejcinovic, Digard), qui font ressortir le manque de profondeur et de maturité du banc niçois, formé essentiellement de jeunes, l'équipe prend des buts et a du mal à marquer. Peu performant à l'extérieur, l'OGCN commence à accumuler les défaites à domicile malgré le soutien de ses fidèles supporters. Le club glisse ainsi jusqu'à la 16e place du classement le 1er mars 2014 après sa défaite contre Toulouse à l'Allianz Riviera.
À cette date, et après les éliminations en coupes, l'objectif de fin de saison affiché par l'entraîneur Claude Puel est le maintien en Ligue 1.
Le maintien est acquis à la 36e journée à la faveur d'une victoire sur le Stade de Reims (1-0). S'ensuivent deux défaites, à Sochaux (0-2) puis à domicile contre Lyon (0-1). 
Le club termine 17e avec 42 points et premier non relégable, avec seulement deux points d'avance sur Sochaux. Le bilan est de 12 victoires, 6 matchs nuls et 20 défaites. Avec seulement 30 buts marqués, l'OGCN termine plus mauvaise attaque du championnat. 
Le bilan de la saison 2013/2014 est donc décevant pour une équipe qui avait terminé l'année précédente à la 4e place du championnat.

### Coupe de France
Le tirage au sort des 32èmes de finale désigne le FC Nantes comme adversaire de l'OGC Nice. Le match se déroule à Nantes le 5 janvier 2014.
Malgré les absences de Bodmer, Cvitanich et Pejčinović, les Aiglons font preuve de maîtrise collective et s'imposent 0-2 face aux Canaris sur deux réalisations de Didier Digard et Christian Brüls.
L'OGC Nice doit ensuite affronter en 16èmes de finale l'Olympique de Marseille au Stade Vélodrome. Le 21 janvier 2014, les Niçois remportent un succès historique à Marseille en s'imposant par 5 buts à 4 (buts de Bosetti, Puel, Maupay, Brüls et Abriel). Cela faisait 34 ans que les Olympiens n'avaient pas encaissé cinq buts au Vélodrome. La victoire est d'autant plus remarquable que l'OGCN n'alignait que trois titulaires au coup d'envoi, et plusieurs joueurs étant issus du centre de formation et notamment de l'équipe ayant gagné la Gambardella en 2012 (Bosetti, Maupay, Amavi, Hassen).
En huitièmes de finale, l'OGC Nice s'incline à domicile face à l'AS Monaco (0-1 après prolongation).

### Coupe de la Ligue
Le tirage au sort désigne le FC Sochaux pour affronter l'OGC Nice en 8èmes de finale de la Coupe de la Ligue, le 18 décembre 2013 à l'Allianz Riviera. L'OGCN s'impose 3-0 contre la lanterne rouge du championnat. 
Comme en Coupe de France, le club doit ensuite se rendre à Nantes en quarts de finale, le 15 janvier 2014. Les Canaris prennent leur revanche et s'imposent sur le fil sur le score de 4-3. L'entraîneur, Claude Puel, évoque un "scénario cruel" pour des Aiglons qui menaient 0-1 à la mi-temps.

### Ligue Europa
L'OGC Nice quitte d'emblée la Ligue Europa à l'issue de la phase de barrages en perdant sa confrontation avec l'Apollon Limassol (0-2 à l'aller) malgré une belle réaction au match retour (1-0).

## Compétitions

### Championnat
La Ligue 1 2013-2014 est la soixante-quinzième édition du championnat de France de football et la douzième sous l'appellation « Ligue 1 ». La division oppose vingt clubs en une série de trente-huit rencontres. Les meilleurs de ce championnat se qualifient pour les coupes d'Europe que sont la Ligue des Champions (le podium) et la Ligue Europa (le quatrième et les vainqueurs des coupes nationales). L'ASSE participe à cette compétition pour la soixante-et-unième fois de son histoire.
Les relégués de la saison précédente, l'AS Nancy-Lorraine, l'ESTAC Troyes et le Stade brestois 29, sont remplacés par l'AS Monaco, champion de Ligue 2 en 2012-2013 après deux ans d'absence, l'EA Guingamp, 10 ans après sa dernière participation au plus haut niveau national, et le FC Nantes, relégué en Ligue 2 lors de la saison 2006-2007.
| Date-heure                        | No. | Adversaire             | Lieu | Résultat | Buteurs pour l'OGCN                                                                      | Buteurs adverses                                                           | Classement | Affluence | Diffuseur             |
| Samedi 10 août 2013 21h00         | 1   | Olympique lyonnais     | Ext. | 4 - 0    |                                                                                          | Alexandre Lacazette 13e 69e · Clément Grenier 54e · Yoann Gourcuff 90+2e   | 20e        | 23 552    | Canal+ / Canal+ Sport |
| Samedi 17 août 2013 20h00         | 2   | Stade rennais          | Dom. | 2 - 1    | Darío Cvitanich 20e · Jérémy Pied 50e                                                    | Nélson Oliveira 45+3e                                                      | 12e        | 0         | beIN Sport            |
| Dimanche 25 août 2013 17h00       | 3   | AC Ajaccio             | Ext. | 0 - 0    | -                                                                                        | -                                                                          | 11e        | 6 991     | beIN Sport            |
| Dimanche 1er septembre 2013 17h00 | 4   | Montpellier HSC        | Dom. | 2 - 2    | Timothée Kolodziejczak 18e · Valentin Eysseric 43e                                       | Souleymane Camara 34e · Siaka Tiéné 52e                                    | 12e        | 14 962    | beIN Sport            |
| Dimanche 15 septembre 2013 17h00  | 5   | LOSC Lille             | Ext. | 0 - 2    | Darío Cvitanich 19e 45e                                                                  | -                                                                          | 7e         | 34 002    | beIN Sport            |
| Dimanche 22 septembre 2013 17h00  | 6   | Valenciennes FC        | Dom. | 4 - 0    | Darío Cvitanich 32e (pen.) · Éric Bauthéac 44e · Christian Brüls 69e · Alexy Bosetti 73e | -                                                                          | 5e         | 34 459    | beIN Sport            |
| Mercredi 25 septembre 2013 19h00  | 7   | FC Nantes              | Ext. | 2 - 0    | -                                                                                        | Filip Djordjevic 27e · Fernando Aristeguieta 88e                           | 7e         | 22 290    | beIN Sport            |
| Samedi 28 septembre 2013 20h00    | 8   | EA Guingamp            | Dom. | 1 - 0    | Darío Cvitanich 48e                                                                      | -                                                                          | 5e         | 21 314    | beIN Sport            |
| Samedi 5 octobre 2013 20h00       | 9   | Toulouse FC            | Ext. | 1 - 0    | -                                                                                        | Wissam Ben Yedder 34e                                                      | 6e         | 10 512    | beIN Sport            |
| Vendredi 18 octobre 2013 20h30    | 10  | Olympique de Marseille | Dom. | 1 - 0    | Darío Cvitanich 40e                                                                      | -                                                                          | 6e         | 31 634    | beIN Sport / Canal+   |
| Samedi 26 octobre 2013 20h00      | 11  | SC Bastia              | Ext. | 1 - 0    | -                                                                                        | Sébastien Squillaci 36e                                                    | 8e         | 14 607    | beIN Sport            |
| Dimanche 3 novembre 2013 14h00    | 12  | Girondins de Bordeaux  | Dom. | 1 - 2    | Darío Cvitanich 77e (pen.)                                                               | Grégory Sertic 31e · Ludovic Obraniak 59e                                  | 11e        | 27 511    | beIN Sport            |
| Samedi 9 novembre 2013 17h00      | 13  | Paris Saint-Germain    | Ext. | 3 - 1    | Nemanja Pejčinović 70e                                                                   | Zlatan Ibrahimović 39e 57e (pen.) 75e                                      | 13e        | 45 599    | Canal+                |
| Dimanche 24 novembre 2013 17h00   | 14  | AS Saint-Étienne       | Dom. | 0 - 1    | -                                                                                        | Mevlüt Erding 23e                                                          | 13e        | 27 360    | beIN Sport            |
| Samedi 30 novembre 2013 20h00     | 15  | FC Lorient             | Ext. | 3 - 0    | -                                                                                        | Kévin Monnet-Paquet 17e · Jordan Amavi 71e (csc) · Vincent Aboubakar 90+4e | 15e        | 13 633    | beIN Sport            |
| Mardi 3 décembre 2013 21h00       | 16  | AS Monaco              | Dom. | 0 - 3    | -                                                                                        | James Rodríguez 5e · Emmanuel Rivière 23e · Lucas Ocampos 89e              | 16e        | 28 241    | Canal+                |
| Samedi 7 décembre 2013 20h00      | 17  | Stade de Reims         | Ext. | 1 - 0    | -                                                                                        | Gaëtan Charbonnier 90+3e                                                   | 16e        | 14 757    | beIN Sport            |
| Samedi 14 décembre 2013 20h00     | 18  | FC Sochaux-Montbéliard | Dom. | 1 - 0    | Éric Bauthéac 24e                                                                        | -                                                                          | 15e        | 20 565    | beIN Sport            |
| Samedi 21 décembre 2013 20h00     | 19  | Évian Thonon Gaillard  | Dom. | 3 - 1    | Éric Bauthéac 60e 69e · Alexy Bosetti 86e                                                | Cédric Mongongu 27e (pen.)                                                 | 14e        | 20 788    | beIN Sport            |
| Samedi 11 janvier 2014 20h00      | 20  | Stade rennais          | Ext. | 0 - 0    | -                                                                                        | -                                                                          | 14e        | 13 202    | beIN Sports           |
| Samedi 18 janvier 2014 20h00      | 21  | AC Ajaccio             | Dom. | 2 - 0    | Guillermo Ochoa 5e (csc) · Darío Cvitanich 90+1e                                         | -                                                                          | 13e        | 18 629    | beIN Sports           |
| Samedi 25 janvier 2014 20h00      | 22  | Montpellier HSC        | Ext. | 3 - 1    | Alexy Bosetti 68e                                                                        | M'Baye Niang 31e · Vitorino Hilton 53e · Souleymane Camara 81e             | 13e        | 13 349    | beIN Sports           |
| Dimanche 2 février 2014 14h00     | 23  | LOSC Lille             | Dom. | 1 - 0    | Mathieu Bodmer 45+2e                                                                     | -                                                                          | 12e        | 21 953    | beIN Sports           |
| Samedi 8 février 2014 20h00       | 24  | Valenciennes FC        | Ext. | 2 - 1    | Neal Maupay 75e                                                                          | Tongo Doumbia 26e · Abdul Majeed Waris 88e                                 | 13e        | 12 186    | beIN Sports           |
| Samedi 15 février 2014 20h00      | 25  | FC Nantes              | Dom. | 0-0      | -                                                                                        | -                                                                          | -          | -         | beIN Sports           |
| Samedi 22 février 2014 20h00      | 26  | EA Guingamp            | Ext. | 1-0      | -                                                                                        | Mustapha Yatabaré                                                          | -          | -         | beIN Sports           |
| Samedi 1er mars 2014 20h00        | 27  | Toulouse FC            | Dom. | 0-2      | -                                                                                        | Eden Ben Basat Wissam Ben Yedder                                           | -          | -         | beIN Sports           |
| Vendredi 7 mars 2014 20h30        | 28  | Olympique de Marseille | Ext. | 0-1      | Valentin Esseyric                                                                        | -                                                                          | -          | -         | beIN Sports / Canal+  |
| Samedi 15 mars 2014               | 29  | SC Bastia              | Dom. | 2-0      | Alexy Bosetti                                                                            | -                                                                          | -          | -         | -                     |
| Samedi 22 mars 2014               | 30  | Girondins de Bordeaux  | Ext. | 1-1      | Alexy Bosetti                                                                            | Jussie (pén)                                                               | -          | -         | -                     |
| Samedi 29 mars 2014               | 31  | Paris Saint-Germain    | Dom. | 0-1      | -                                                                                        | Edinson Cavani                                                             | -          | -         | -                     |
| Samedi 5 avril 2014               | 32  | AS Saint-Étienne       | Ext. | 1-1      | Mathieu Bodmer                                                                           | Max-Alain Gradel (pén)                                                     | -          | -         | -                     |
| Samedi 12 avril 2014              | 33  | FC Lorient             | Dom. | 1-2      | Timothée Kolodziejczak                                                                   | Gilles Sunu Vincent Aboubakar                                              | -          | -         | -                     |
| Dimanche 20 avril 2014            | 34  | AS Monaco              | Ext. | 1-0      | -                                                                                        | Dimitar Berbatov                                                           | -          | -         | -                     |
| Samedi 26 avril 2014              | 35  | Stade de Reims         | Dom. | 1-0      | Valentin Esseyric                                                                        | -                                                                          | -          | -         | -                     |
| Dimanche 4 mai 2014               | 36  | FC Sochaux-Montbéliard | Ext. | 0-2      | -                                                                                        | Nemanja Pejčinović 45e (csc) Jordan Ayew 56e                               | -          | -         | -                     |
| Samedi 10 mai 2014                | 37  | Évian Thonon Gaillard  | Ext. | 0-2      | -                                                                                        | Kévin Berigaud 19eNicolas Benezet 77e                                      | -          | -         | -                     |
| Samedi 17 mai 2014                | 38  | Olympique lyonnais     | Dom. | 0-1      | -                                                                                        | Bafétimbi Gomis 5e                                                         | -          | -         | -                     |

#### Classement et statistiques
Les Niçois sont actuellement à la treizième place avec 9 victoires, 3 matchs nuls et 12 défaites. Une victoire rapportant trois points et un match nul un point, l'OGCN totalise 30 points soit vingt-cinq de moins que le leader, le Paris Saint-Germain. Les Niçois possèdent la quinzième attaque du championnat (à égalité avec Guingamp et Toulouse) avec 23 buts marqués, et la treizième défense (à égalité avec Lorient et Lyon)avec 30 buts encaissés. Nice est la sixième formation à domicile (25 points) et la dix-septième à l'extérieur (5 points).
Extrait du classement de Ligue 1 2013-2014
| Rang | Équipe                 | Pts | J  | G  | N  | P | Bp | Bc | Diff |
| --- | ---------------------- | --- | -- | -- | -- | - | -- | -- | ---- |
| 1 | Paris Saint-Germain FC | 79  | 33 | 24 | 7  | 2 | 74 | 19 | +55  |
| 2 | AS Monaco FC           | 72  | 34 | 21 | 9  | 4 | 55 | 27 | +28  |
| 3 | Lille OSC              | 64  | 34 | 18 | 10 | 6 | 38 | 20 | +18  |
| 4 | AS Saint-Étienne       | 57  | 34 | 16 | 9  | 9 | 46 | 31 | +15  |
| 5 | Olympique lyonnais     | 54  | 33 | 15 | 9  | 9 | 49 | 38 | +11  |
| - Phase de groupes de la Ligue des Champions 2014-2015 - Barrages de la Ligue des Champions 2014-2015 - Barrages de la Ligue Europa 2014-2015 |                        |     |    |    |    |   |    |    |      |

### Coupe de France
La coupe de France 2013-2014 est la 96e édition de la coupe de France, une compétition à élimination directe mettant aux prises tous les clubs de football amateurs et professionnels à travers la France métropolitaine et les DOM-TOM. Elle est organisée par la FFF et ses ligues régionales.
| Date                           | Tour                      | Adversaire                       | Lieu | Résultat | Buteurs pour l'OGCN                                                                                        | Buteurs adverses                                                            | Affluence | Diffuseur |
| Dimanche 6 janvier 2014 14h15  | Trente-deuxième de finale | FC Nantes (Ligue 1)              | Ext. | 0 - 2    | Didier Digard 8e · Christian Brüls 88e                                                                     | -                                                                           | 14 603    | France 3  |
| Mardi 21 janvier 2014 21h00    | Seizièmes de finale       | Olympique de Marseille (Ligue 1) | Ext. | 4 - 5    | Alexy Bosetti 5e · Neal Maupay 18e · Grégoire Puel 45+1e · Christian Brüls 51e (pen.) · Fabrice Abriel 88e | André-Pierre Gignac 3e 58e · Florian Thauvin 24e · Souleymane Diawara 90+2e | 8 240     | Eurosport |
| Mercredi 12 février 2014 20h55 | Huitièmes de finale       | AS Monaco (Ligue 1)              | Dom. | 0-1      | - | Dimitar Berbatov                                                            | -         | France 3  |

### Coupe de la Ligue
La Coupe de la Ligue 2013-2014 est la 20e édition de la Coupe de la Ligue, compétition à élimination directe organisée par la Ligue de football professionnel (LFP) depuis 1994, qui rassemble uniquement les clubs professionnels de Ligue 1, Ligue 2 et National. Depuis 2009, la LFP a instauré un nouveau format de coupe plus avantageux pour les équipes qualifiées pour une coupe d'Europe.
| Date et horaire                 | Tour                | Adversaire                       | Lieu | Résultat | Buteurs pour l'OGCN                                                  | Buteurs adverses                                                     | Affluence | Diffuseur |
| Mercredi 18 décembre 2013 18h45 | Huitièmes de finale | FC Sochaux-Montbéliard (Ligue 1) | Dom. | 3 - 0    | Nemanja Pejčinović 14e · Romain Genevois 31e · Jérémy Pied 34e       | -                                                                    | 15 500    | France 4  |
| Mercredi 15 janvier 2014 18h45  | Quarts de finale    | FC Nantes (Ligue 1)              | Ext. | 4 - 3    | Didier Digard 17e · Timothée Kolodziejczak 72e · Darío Cvitanich 85e | Filip Djordjevic 48e 52e · Oswaldo Vizcarrondo 77e · Serge Gakpé 87e | 11 861    | France 4  |

### Ligue Europa
La Ligue Europa 2013-2014 est la quarante-troisième édition de la Ligue Europa. Elle est divisée en deux phases, une phase de groupes, qui consiste en douze mini-championnats de quatre équipes par groupe, les deux premiers poursuivant la compétition. Puis une phase finale, décomposée en seizièmes de finale, huitièmes de finale, quarts de finale, demi-finales et une finale qui se joue sur terrain neutre. En cas d'égalité, lors de la phase finale, la règle des buts marqués à l'extérieur s'applique puis le match retour est augmenté d'une prolongation et d'une séance de tirs au but s'il le faut. Les équipes sont qualifiées en fonction de leurs bons résultats en championnat lors de la saison précédente et le tenant du titre est Chelsea, formation anglaise vainqueur du Benfica Lisbonne deux buts à un à l'Amsterdam ArenA d'Amsterdam.

#### Phase de qualification
| Date                     | Tour           | Adversaire       | Lieu | Résultat | Buteurs pour l'OGCN | Buteurs adverses      | Affluence | Diffuseur   |
| Jeudi 22 août 2013 21h00 | Barrage aller  | Apollon Limassol | Ext. | 2 - 0    | -                   | Gastón Sangoy 54e 63e | 7 157     | L'Équipe 21 |
| Jeudi 29 août 2013 20h00 | Barrage retour | Apollon Limassol | Dom. | 1 - 0    | Darío Cvitanich 4e  | -                     | 12 219    | beIN Sport  |

#### Coefficient UEFA
De par ses résultats dans cette Ligue Europa, l'OGC Nice acquiert des points pour son coefficient UEFA, utilisé lors des tirages au sort des compétitions de l'UEFA.
| Rang 2014 | Rang 2013 | Évolution | Club                | 2009-2010 | 2010-2011 | 2011-2012 | 2012-2013 | 2013-2014 | Coefficient |
| --------- | --------- | --------- | ------------------- | --------- | --------- | --------- | --------- | --------- | ----------- |
| 1         | 1         | =         | FC Barcelone        | 30,586    | 36,642    | 34,171    | 27,542    | 20,743    | 149,685     |
| 2         | 2         | =         | Bayern Munich       | 30,616    | 24,133    | 33,050    | 36,585    | 21,514    | 145,899     |
| 3         | 4         | +1        | Real Madrid         | 22,586    | 33,642    | 36,171    | 29,542    | 22,743    | 144,685     |
|           |           |           |                     |           |           |           |           |           |             |
| 140       | 132       | -8        | Feyenoord Rotterdam | 1,883     | 3,733     | 2,720     | 2,343     | 2,450     | 13,129      |
| 141       | 151       | +10       | Sturm Graz          | 4,875     | 2,375     | 3,425     | 0,450     | 1,860     | 12,985      |
| 142       | 148       | +6        | OGC Nice            | 3,000     | 2,150     | 2,100     | 2,350     | 2,767     | 12,366      |
| 143       | 78        | -65       | AS Saint-Étienne    | 3,000     | 2,150     | 2,100     | 2,350     | 2,767     | 12,366      |
| 144       | 139       | -5        | EA Guingamp         | 4,500     | 2,150     | 2,100     | 2,350     | 1,267     | 12,366      |

## Statistiques

### Statistiques collectives
| Compétition       | Débute au tour | Termine       | Matches joués | Gagnés | Nuls | Perdus | Buts pour | Buts contre | Différence |
| ----------------- | -------------- | ------------- | ------------- | ------ | ---- | ------ | --------- | ----------- | ---------- |
| Ligue 1           | -              | -             | 24            | 9      | 3    | 12     | 23        | 30          | -7         |
| Coupe de France   | 1/32 de finale | -             | 2             | 2      | 0    | 0      | 7         | 4           | +3         |
| Coupe de la Ligue | 1/8 de finale  | 1/4 de finale | 2             | 1      | 0    | 1      | 6         | 4           | +2         |
| Ligue Europa      | Barrages       | Barrages      | 2             | 1      | 0    | 1      | 1         | 2           | -1         |
| Total             | -              | -             | 30            | 13     | 3    | 14     | 37        | 40          | -3         |

### Statistiques individuelles

#### Statistiques buteurs
| Place | Nom                    | Ligue 1 | Coupe de France | Coupe de la Ligue | Ligue Europa | TOTAL des BUTS |
| 1     | Darío Cvitanich        | 8 buts  | -               | 1 but             | 1 but        | 10 buts        |
| 2     | Alexy Bosetti          | 3 buts  | 1 buts          | -                 | -            | 4 buts         |
| 2     | Éric Bauthéac          | 4 buts  | -               | -                 | -            | 4 buts         |
| 4     | Christian Brüls        | 1 but   | 2 buts          | -                 | -            | 3 buts         |
| 5     | Jérémy Pied            | 1 but   | -               | 1 but             | -            | 2 buts         |
| 5     | Nemanja Pejčinović     | 1 but   | -               | 1 but             | -            | 2 buts         |
| 5     | Didier Digard          | -       | 1 but           | 1 but             | -            | 2 buts         |
| 5     | Timothée Kolodziejczak | 1 but   | -               | 1 but             | -            | 2 buts         |
| 5     | Neal Maupay            | 1 but   | 1 but           | -                 | -            | 2 buts         |
| 10    | Fabrice Abriel         | -       | 1 but           | -                 | -            | 1 but          |
| 10    | Mathieu Bodmer         | 1 but   | -               | -                 | -            | 1 but          |
| 10    | Valentin Eysseric      | 1 but   | -               | -                 | -            | 1 but          |
| 10    | Grégoire Puel          | -       | 1 but           | -                 | -            | 1 but          |
| 10    | Romain Genevois        | -       | -               | 1 but             | -            | 1 but          |
| #     | contre son camp        | 1 but   | -               | -                 | -            | 1 but          |
| Total | 14 buteurs             | 22 buts | 7 buts          | 6 buts            | 1 but        | 36 buts        |

Date de mise à jour : le 7 février 2014.

#### Statistiques passeurs
| Place | Nom               | Ligue 1   | Coupe de France | Coupe de la Ligue | Ligue Europa | TOTAL des PASSES |
| 1     | Christian Brüls   | 5 passes  | -               | 1 passe           | -            | 6 passes         |
| 2     | Éric Bauthéac     | 2 passes  | -               | 1 passe           | -            | 3 passes         |
| 3     | Mathieu Bodmer    | 1 passe   | -               | 1 passe           | -            | 2 passes         |
| 3     | Grégoire Puel     | -         | 2 passes        | -                 | -            | 2 passes         |
| 5     | Neal Maupay       | -         | 1 passe         | -                 | -            | 1 passe          |
| 5     | Mahamane Traoré   | 1 passe   | -               | -                 | -            | 1 passe          |
| 5     | Alexy Bosetti     | -         | -               | 1 passe           | -            | 1 passe          |
| 5     | Jérémy Pied       | 1 passe   | -               | -                 | -            | 1 passe          |
| 5     | Fabrice Abriel    | 1 passe   | -               | -                 | -            | 1 passe          |
| 5     | Valentin Eysseric | -         | -               | 1 passe           | -            | 1 passe          |
| 5     | Nampalys Mendy    | -         | -               | -                 | 1 passe      | 1 passe          |
| 5     | Didier Digard     | 1 passe   | -               | -                 | -            | 1 passe          |
| Total | 12 passeurs       | 12 passes | 3 passes        | 5 passes          | 1 passe      | 21 passes        |

Date de mise à jour : le 7 février 2014.

### Joueurs prêtés
| Nat. | Nom               | Club en prêt      | Compétition  | Championnat | Championnat | Championnat | Championnat  | Coupe nationale | Coupe nationale | Coupe nationale | Coupe nationale | Coupe continentale | Coupe continentale | Coupe continentale | Coupe continentale | Total | Total | Total  | Total        |
| Nat. | Nom               | Club en prêt      | Compétition  | MJ          | B           | Averti      | Carton rouge | MJ              | B               | Averti          | Carton rouge    | MJ                 | B                  | Averti             | Carton rouge       | MJ    | B     | Averti | Carton rouge |
| ---- | ----------------- | ----------------- | ------------ | ----------- | ----------- | ----------- | ------------ | --------------- | --------------- | --------------- | --------------- | ------------------ | ------------------ | ------------------ | ------------------ | ----- | ----- | ------ | ------------ |
|      | Stéphane Bahoken  | St. Mirren        | Premiership  | 5           | 0           | 0           | 0            | 0               | 0               | 0               | 0               | 0                  | 0                  | 0                  | 0                  | 5     | 0     | 0      | 0            |
|      | Joris Delle       | Cercle Bruges     | Division 1   | 21          | 0           | 0           | 0            | 4               | 0               | 0               | 0               | 0                  | 0                  | 0                  | 0                  | 25    | 0     | 0      | 0            |
|      | Kévin Gomis       | Nottingham Forest | Championship | 0           | 0           | 0           | 0            | 0               | 0               | 0               | 0               | 0                  | 0                  | 0                  | 0                  | 0     | 0     | 0      | 0            |
|      | Abraham Guié Guié | Apollon Limassol  | Laiki League | 8           | 1           | 0           | 0            | 0               | 0               | 0               | 0               | 2                  | 1                  | 0                  | 0                  | 10    | 2     | 0      | 0            |

### Récompenses et distinctions

#### Aiglon du mois
Chaque mois, les internautes élisent le meilleur joueur du mois écoulé sur le site officiel du club.
| Mois      | Joueur             |
| --------- | ------------------ |
| Août      | Nampalys Mendy     |
| Septembre | Christian Brüls    |
| Octobre   | David Ospina       |
| Novembre  | Nemanja Pejčinović |
| Décembre  | Éric Bauthéac      |
| Janvier   | Alexy Bosetti      |
| Février   | David Ospina (2)   |
| Mars      | David Ospina (3)   |
| Avril     | Romain Genevois    |
| Mai       | Éric Bauthéac (2)  |

#### Aiglon de la saison
| Mois                | Joueur       |
| ------------------- | ------------ |
| Aiglon de la saison | David Ospina |

### Statistiques diverses

#### Buts
- Premier but de la saison : Darío Cvitanich   20e lors de Nice - Rennes, le 17 août 2013.
- Premier penalty : Darío Cvitanich   32e lors de Nice - Valenciennes, le 22 septembre 2013.
- Premier doublé : Darío Cvitanich à la   19e minute puis à la   45e minute lors de Lille - Nice, le 15 septembre 2013.
- But le plus rapide d'une rencontre : Darío Cvitanich   4e lors de Nice - Limassol, le 29 août 2013.
- But le plus tardif d'une rencontre : Darío Cvitanich   90+1e lors de Nice - Ajaccio, le 18 janvier 2014.
- Plus grande marge : 4 buts
  - OGC Nice 4 - 0 Valenciennes FC, le 22 septembre 2013.

- Plus grand nombre de buts marqués : 5 buts
  - Olympique de Marseille 4 - 5 OGC Nice, le 21 janvier 2014.

- Plus grand nombre de buts marqués en une mi-temps : 3 buts
  - OGC Nice 3 - 1 Évian Thonon Gaillard, le 21 décembre 2013.
  - Olympique de Marseille 4 - 5 OGC Nice, le 21 janvier 2014.

#### Discipline
- Premier carton jaune : Kévin Gomis  21e lors de Apollon Limassol - OGC Nice, le 22 août 2013.
- Premier carton rouge : Mahamane Traoré ,  86e lors de SC Bastia - OGC Nice, le 26 octobre 2013.
- Carton jaune le plus rapide : Timothée Kolodziejczak  10e lors de OGC Nice - Apollon Limassol, le 29 août 2013.
- Carton jaune le plus tardif : David Ospina  90+4e lors de EA Guingamp - OGC Nice, le 22 février 2014.
- Carton rouge le plus rapide : Lloyd Palun ,  55e lors de OGC Nice - Toulouse FC, le 1er mars 2014.
- Carton rouge le plus tardif : David Ospina ,  90+5e lors de EA Guingamp - OGC Nice, le 22 février 2014.

- Plus grand nombre de cartons jaunes dans un match : 11 cartons
  - OGC Nice - Apollon Limassol : à Timothée Kolodziejczak, Jérémy Pied, Jordan Amavi et Nampalys Mendy (Nice), Fotis Papoulis, Ovidiu Dãnãnae, Gastón Sangoy, Roberto, Georgios Vasiliou, Charis Kyriakou et Giórgos Merkís (Limassol), le 29 août 2013.

- Plus grand nombre de cartons rouges dans un match : 2 cartons
  - SC Bastia - OGC Nice : à Gianni Bruno (Bastia), Mahamane Traoré (Nice), le 26 octobre 2013.

## Équipementier et sponsors
L'OGC Nice a pour équipementier la marque suisse Burrda.
Parmi les sponsors de l'OGC Nice figurent Les Mutuelles du Soleil, la métropole Nice Côte d'Azur, Pizzorno Environnement et Rémanence, une société niçoise spécialisée dans l'hygiène et la propreté.

## Affluence et télévision

### Affluence
Affluence de l'OGC Nice à domicile
- Le match de la deuxième journée contre le Stade rennais s'est joué à huis clos.

## Équipe réserve
L'équipe réserve de l'OGCN sert de tremplin vers le groupe professionnel pour les jeunes du centre de formation ainsi que de recours pour les joueurs de retour de blessure ou en manque de temps de jeu. Elle est entraînée par Manuel Pires.
Pour la saison 2013-2014, elle évolue dans le groupe C du championnat de France amateur, soit le quatrième niveau de la hiérarchie du football en France.
Extrait du classement de CFA 2013-2014 (Groupe C)
| Rang | Équipe        | Pts | J  | G | N | P | Bp | Bc | Diff |
| ---- | ------------- | --- | -- | - | - | - | -- | -- | ---- |
| 9    | Rodez AF      | 36  | 15 | 6 | 4 | 5 | 18 | 18 | 0    |
| 10   | Tarbes PF     | 36  | 16 | 5 | 5 | 6 | 17 | 21 | -4   |
| 11   | OGC Nice rés. | 34  | 16 | 4 | 6 | 6 | 22 | 26 | -4   |
| 12   | Pau FC        | 34  | 15 | 4 | 7 | 4 | 15 | 12 | +3   |
| 13   | US Le Pontet  | 33  | 15 | 6 | 1 | 8 | 13 | 18 | -5   |